# Ugo Vetere
Ugo Vetere (Reggio Calabria, 23 aprile 1924 – San Martino al Cimino, 2 aprile 2013) è stato un politico italiano, sindaco di Roma dal 1981 al 1985.

## Biografia
Nacque a Reggio Calabria da una famiglia originaria di Malvito, piccolo paese in provincia di Cosenza. Il padre, Guido, era ufficiale dell'esercito a Roma, dove Ugo frequentò la scuola militare di via della Lungara.
Nel corso dell'ultimo anno di liceo la situazione italiana precipitò con la caduta del Fascismo, l'armistizio e l'occupazione nazifascista, rappresentando il momento della sua formazione politica. Infatti, con molti dei compagni di corso, si unì alla Resistenza nei gruppi che facevano capo al colonnello Montezemolo. All'indomani della liberazione di Roma (4 giugno 1944) partì con il CNL verso il nord, e ritornò a Roma alla fine della guerra con il grado di caporale maggiore.
Cominciò la sua attività sindacale nella CGIL, dove ricoprì prima la carica di segretario provinciale del pubblico impiego e poi, nel 1956, quella di segretario nazionale. Era tra i giovani preferiti di Giuseppe Di Vittorio, cui lo legava non solo l'identità di vedute ma anche il temperamento meridionale. Negli anni sessanta lasciò il sindacato per dedicarsi all'attività politica nella federazione romana del PCI. Nel 1966 venne eletto per la prima volta nel consiglio comunale di Roma, dove divenne capogruppo comunista.
Nel 1972 venne eletto per la prima volta alla Camera dei deputati nella circoscrizione di Roma. Nel 1976 la sinistra ottenne la maggioranza al comune di Roma e formò la prima giunta non democristiana del dopoguerra, guidata da Giulio Carlo Argan, nella quale Vetere fu assessore al bilancio, carica che mantenne quando ad Argan subentrò Luigi Petroselli.

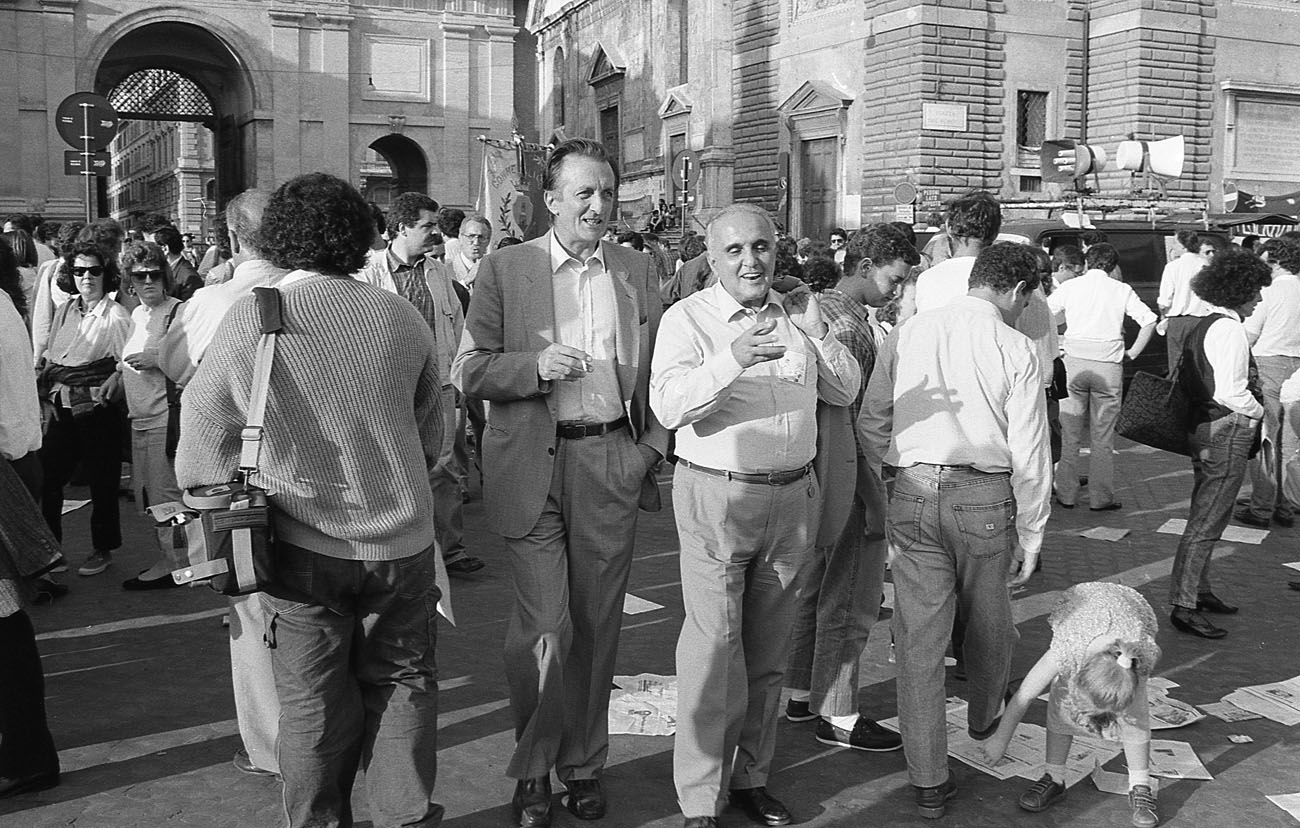
Ugo Vetere alla manifestazione del PCI a Roma 17 ottobre 1987

A seguito della prematura scomparsa di Petroselli nell'ottobre nel 1981, Ugo Vetere fu eletto sindaco. Come assessore prima e sindaco poi, si dedicò a completare l'opera di risanamento delle borgate iniziata con le giunte di sinistra, all'ampliamento della metropolitana, all'edilizia scolastica e agli asili nido, alla creazione della seconda università di Roma, alla costruzione dei primi centri per gli anziani. Con Don Luigi Di Liegro, a cui lo legava un profondo rapporto personale, si impegnò a favore dei senza fissa dimora della Capitale.
Nel 1985 firmò con Chedli Klibi, sindaco di Cartagine, un trattato simbolico "ufficiale" che poneva fine al conflitto tra le due città.
Il 14 giugno 1987 fu eletto senatore della X legislatura. Dal 1995 al 1997 fu presidente della I circoscrizione di Roma. 
È morto il 2 aprile 2013 all'età di 88 anni nella sua casa a San Martino al Cimino, in provincia di Viterbo, dopo una lunga malattia.

## Onorificenze
Il 13 marzo 1984 un folle fece irruzione nella scuola media Ignazio Silone a Roma, uccidendo il custode Ernesto Chiovini che tentava di opporglisi e prendendo in ostaggio la scolaresca. Ugo Vetere partecipò all'intervento delle forze dell'ordine riuscendo a ottenerne la resa. Con decreto del 29 agosto 1986, il Presidente della Repubblica Francesco Cossiga gli conferì la Medaglia d'argento al Valor Civile.